# Morfologie huidafwijkingen
De morfologie van huidafwijkingen is in de dermatologie van groot belang, daarom is het zaak huidaandoeningen nauwkeurig te beschrijven. Hiervoor is een aparte terminologie gangbaar, de efflorescentieleer. In de leerboeken wordt vaak het PROVOKE-systeem aangehouden om huidafwijkingen systematisch te beschrijven, zodat alle mogelijk belangrijke aspecten aan bod komen. In de praktijk zullen weinig artsen dit routinematig zo uitgebreid doen.

## PROVOKE-systeem
- P - plaats - waar op het lichaam
- R - rangschikking - verdeling van de plekken
- O - omvang - aantal en grootte van de individuele plekken
- V - vorm van de plek
- O - omtrek (begrenzing)
- K - kleur
- E - efflorescentie

## Efflorescenties
Het gaat meestal om plekken (efflorescenties, erupties of laesies): 
- Macula - vlek, anders gekleurd deel van de huid, niet verheven.
- Papel of papula - t.o.v. ondergrond verheven huidgedeelte
- Nodulus - zwelling in of onder de huid, niet puur oppervlakkig, kleiner dan 1 cm.
- Nodus - als nodulus maar groter dan 1 cm.
- Vesikel of blaasje - met helder vocht gevulde holte, kleiner dan 1 cm.
- Blaar of bulla - blaasje groter dan 1 cm.
- Pustel - puistje, blaasje gevuld met ontstekingscellen.
- Plaque - grotere, verheven plek
- Erosie - ontbreken van een deel van de epidermis
- Excoriatie - beschadiging van epidermis en bovenste deel van de dermis, zoals bij een schaafwond.
- Ulcus - zweer, wond met geringe genezingstendens.
- Sclerose - littekenachtige verharding van de huid
- Atrofie - inzinking, dunnere plaats van de huid
- Dyschromie of dyschromia - niet nader omschreven kleurverandering van de huid die niet berust op vaatverwijding (niet wegdrukbaar)
- Urticaria (meervoud) of kwaddel - galbult, vlakke papel met erytheem
- Teleangiëctasie- felle wegdrukbare roodheid, veroorzaakt door vaatverwijding die blijvend is.

## Beschrijvingen van kleur
- gehyperpigmenteerd - toegenomen/meer pigment
- gehypopigmenteerd - afgenomen (dus minder) pigment
- gedepigmenteerd - ontbrekend (geheel geen) pigment
- erythemateus - rood, wegdrukbaar (bloedcellen in de haarvaten)
- purpureel - rood, niet wegdrukbaar (bloedcellen buiten de haarvaten of gestold)

## Beschrijving van het oppervlak
- squameus - schilferend
- crusteus - met korsten (van bijvoorbeeld wondvocht) bedekt
- papillomateus - bloemkoolachtig, wratachtig
- hyperkeratotisch - toegenomen hoornlaag
- gelichenificeerd - verdikte huid met vergroving van de huidstructuur

## Beschrijving van grootte/vorm
- nummulair - muntgroot (rond)
- lenticulair - druppelgroot (linzegroot)
- miliair - puntgroot
- arciform - boogvormig
- annulair - ringvormig
- polycyclisch - uit meerdere ronde vormen bestaand
- gegyreerd - als slingerende linten
- reticulair - netvormig
- polygonaal - veelhoekig

## Voorbeeld
Een wrat zou zo beschreven kunnen worden: op de rechterelleboog een solitaire 4 mm grote, ronde, papillomateuze, erythemateuze papel.
Een koortslip: in het lippenrood van de rechtermondhoek gegroepeerd enkele 3 mm grote, met helder vocht gevulde, herpetiform gerangschikte bolronde blaasjes (op erythemateuze ondergrond).